# Северо-Казахстанский государственный архив
Северо-Казахстанский государственный архив — один из архивов Казахстана, хранящий документы северной части страны. Штаб-квартира архива расположена в Петропавловск.
Архив ведет работу над хранением документов, публикаций документальных материалов,оказанием консультативной, методической и практической помощи в составлении номенклатур дел, разработке положений об экспертных комиссий, инструкций по делопроизводству, научно-течхнической обработке документов, осуществлением публикации в СМИ по проблемам истории региона и краеведения, изданием справочников и сборников на основании имеющихся документов.

## История
Архив начинает свое существование с постановления Акмолгубисполкома от 18 октября 1923 г. об организации губернского архивного бюро. Первым его руководителем был Краснопевцев Евгений Александрович (1923—1929 гг.). В штате тогда был только один сотрудник — заведующий архивного бюро. Архив часто менял свое название.
В 1928 г. Акмолинское губернское архивное бюро преобразовано в Петропавловское окружное архивное бюро.
В 1930 г. основан Петропавловский городской архив, реорганизованный в 1931 г. в Петропавловское отделение Казахского центрального архивного управления, а в 1933 г. в Карагандинское областное управление «Казцентроархив», затем в Северо-Казахстанское областное управление «Казцентроархив».
В 1941 г. на базе областного архивного управления «Казцентроархив» были образованы Архивный отдел УНКВД и Государственный архив Северо-Казахстанской области. В военные и послевоенные годы сеть государственных архивных учреждений области включала архивный отдел, областной государственный архив и 10 районных архивов.
В 1963 г. были образованы филиалы областного архива в с. Боголюбово и с. Сергеевка. В 1974 г. было сдано в эксплуатацию типовое здание госархива области на 240000 ед.хр.
В 1991 году в связи с прекращением деятельности Компартии Казахстана партийный архив обкома партии вошел в состав государственного архива (с 10 ноября 1991 г.) и получил название Петропавловский филиал областного госархива.
В 1997 году в связи с упразднением Кокшетауской области акимом Северо-Казахстанской области были приняты решения, согласно которым все архивные учреждения ликвидированной области вошли в состав Северо-Казахстанской области. Был ликвидирован Петропавловский филиал, полностью вошедший в состав госархива, а также Пресновский и Сергеевский филиалы.

## Деятельность
Архивом было издано множество публикаций и информационных изданий.
Такие публикаций, как "Ел тарихында орны бар", «Через века-помните»,"Мәңгілік ел-ұлы мұрат","Абылай аңсаған азаттық","Чтобы помнили". И такие издания, как Герои Советского Союза - североказахстанцы «Северный Казахстан»,ТЫҢ ЭПОПЕЯСЫ «Северный Казахстан», Северо-Казахстанской область в период независимости страны «Нур-Принт»,Первые руководители Северо-Казахстанской области и районов ТОО «Полиграфкомбинат»,"Справочник по истории наименований улиц",ФОТОАЛЬБОМ История г. Петропавловска в фотографиях архитектурных памятников,«Северо-Казахстанская область. Административно-территориальное деление на 01.04.1973», «Справочник административно-территориального деления Северо-Казахстанской области Казахской ССР»,«Краткий справочник по истории колхозов и совхозов Северо-Казахстанской области (1918—1980 гг.)», «Справочник по истории улиц г. Петропавловска»,«Справочник по истории административно-территориального деления Северо-Казахстанской области»,«Календарь. Знаменательные и памятные даты Северо-Казахстанской области» и т.д.